# Kroggårdsmalmen

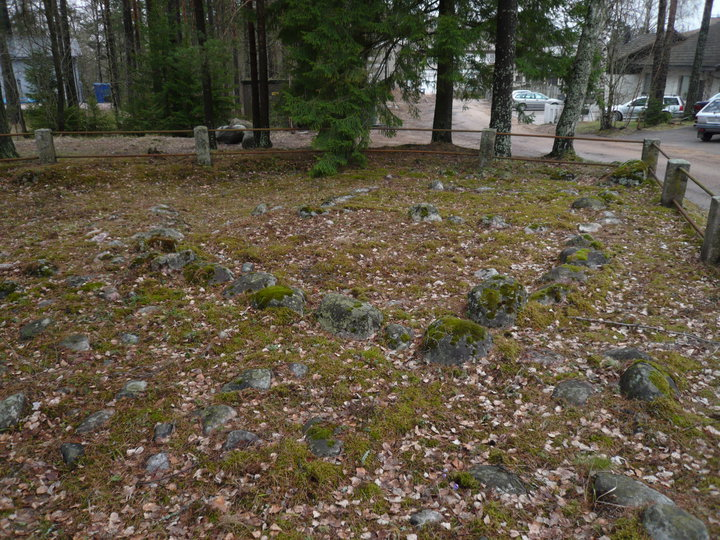
Kroggådsmalmen i Karis.

Kroggårdsmalmen är ett gravfält från äldre romersk järnålder i Karis, undersökt av Nils Cleve 1932 och 1937. 
På Kroggårdsmalmen hittades några låga gravrösen eller stensättningar och under dem grupper av rektangulära stenramar indelade i celler, vilka bägge innehöll 1–2 obrända individer. Gravformen, som kallas tarandgrav, är vanlig i Estland och norra Lettland. Fynden är rika och omfattar bland annat hals- och armringar, spjutspetsar, holkyxor, knivar, liar och skäror. Gravfältet har antagligen använts endast under några generationer.